# Acalolepta indica
Acalolepta indica là một loài bọ cánh cứng trong họ Cerambycidae.